# Euacasta ctenodentia
Euacasta ctenodentia is een zeepokkensoort uit de familie van de Archaeobalanidae.Rosell.